# Slovácký verbuňk
Slovácký verbuňk je mužský lidový tanec ze Slovácka. Od roku 2005 je zapsán organizací UNESCO na seznam Mistrovských děl ústního a nehmotného dědictví lidstva.

## Popis

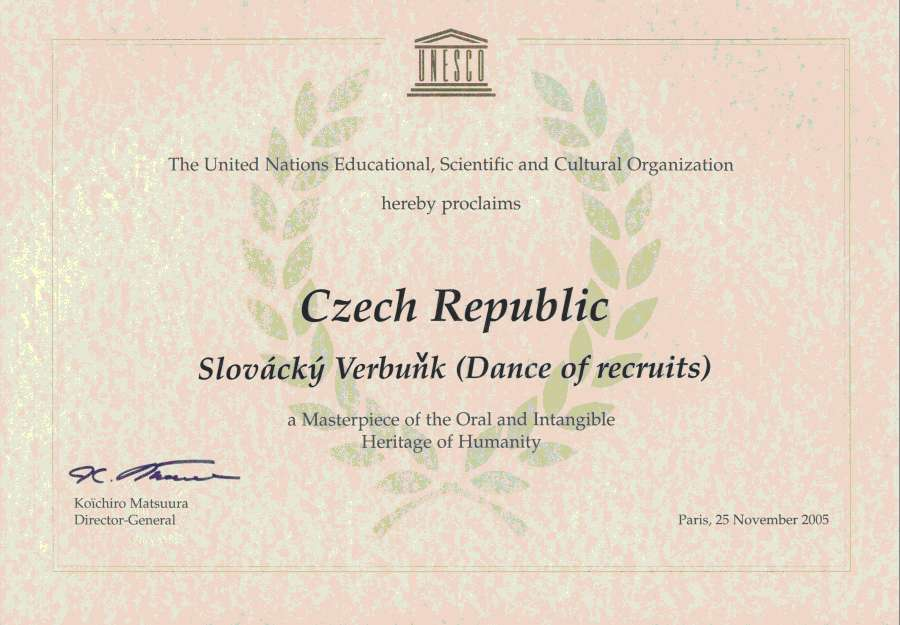
Potvrzení z 25. listopadu 2005

Tanec má předem daný přibližný rámec (zrychlující tempo, gradace tanečních prvků), avšak z velké části je jeho provedení závislé na improvizaci tanečníka. Tančí jej pouze muži při cimbálové muzice nebo dechovce. Tanečník nejprve zazpívá jednu z verbuňkových písní, poté následuje instrumentální přehrávka, při niž tanečník tančí s rukama nad hlavou. Mezi nejčastější taneční prvky patří poskoky, výskoky, podřepy, otočky a tlesky rukama. Zpívané a tančené sloky se střídají, s rostoucím tempem narůstá i množství provedených tanečních prvků.
Verbuňk může tančit jeden tanečník jako sólo, často však tančí i více mužů současně, každý ovšem tančí individuálně, nezávisle na ostatních, a snaží se předvést co nejnáročnější a nejzajímavější kombinaci všech náročných prvků – cifrování. Tanec vyžaduje (vedle dobré kondice, jež je základním předpokladem) cit pro rytmus a gradaci hudby, znalost lidových písní a samozřejmě hluboké zaujetí. Říká se, že verbuňk se nedá naučit a že se slováčtí chlapci rodí s verbuňkem v krvi. Významnou roli v jeho osvojení hraje prostředí, kde jde o běžnou součást života.

## Historie
Název tance lze odvodit z německého werbung (vedle nejznámějšího významu „reklama“ také „najímání“ nebo „ucházení se“), potažmo verbování (původně získávání nových vojáků). Podle historických pramenů se tímto tancem loučil odvedenec před odchodem na vojnu – dával jím najevo, že je schopen náročné vojenské služby a snažil se zapůsobit na dívky; později se tanec, který převzali i dospělí muži, začal tančit i při jiných příležitostech a stal se součástí různých slavnostních událostí. Je velmi oblíbený dodnes, na Slovácku ho muži tančí při každé příležitosti (hody, fašank, vinobraní, folklórní slavnosti, běžné taneční zábavy).
V 50. letech 20. století se při příležitosti konání prvních ročníků MFF Strážnice konaly soutěže lidových písní a tanců, mezi nimi i verbuňku. Tyto soutěže však byly z politických důvodů zrušeny a tak na tyto soutěže navázala až v polovině 80. let soutěž o nejlepšího tanečníka verbuňku. Má řadu regionálních kol ve vybraných obcích a městech Slovácka a její finále se každoročně odehrává právě v rámci Mezinárodního folklórního festivalu ve Strážnici, kde patří k největším diváckým lákadlům.

## Rozdělení
Verbuňk původně vznikl jako cifrování tanečníků u muziky, a jeho provedení záviselo zejména na improvizačních schopnostech tanečníka - tento tanec tak nikdy neměl jednotnou formu. V posledních letech panuje trend rozřazování různých provedení dle etnografických subregionů, podlužácký verbuňk je tedy vzletný a bohatý na efektní prvky, zato např. horňácký verbuňk úsporný a nenáročný na prostor. V minulosti se však verbuňky oblastně nelišily - k tomuto členění dochází až v posledních desetiletích v souvislosti s vytvářením kvalitativních kritérií, podle kterých se posuzují výkony tanečníků ve verbířských soutěžích.
Přestože jednotlivé druhy verbuňků nejsou nikde písemně zaznamenány, na soutěžích se rozlišují tyto verbuňky:
- podlužácký,
- hanáckoslovácký,
- horňácký.
- dolňácký
  - strážnický,
  - kyjovský,
  - uherskohradištský,
  - uherskobrodský,

Se zařazením verbuňku konkrétní etnografické podoblasti Slovácka přímo souvisí i kroj tanečníka a výběr písně včetně odpovídajícího nářečí.
Existují záznamy i o verbuňku z oblasti Moravských Kopanic, avšak lze jej vidět jen vzácně a na soutěžích se již netančí vůbec.
Ačkoliv je verbuňk ryze mužský tanec, v posledních desetiletích v některých vesnicích (na Kyjovsku) vedle mužských tanečníků tančí i dívky jednoduché kolesové tance.

## Příbuzné tance
Vedle verbuňku se na Moravě tančí další čistě mužský tanec - odzemek (příp. obuškový), který má odlišné taneční prvky i písně. Zatímco verbuňk se tančí nejčastěji v pevných botách na podpatku ("čižmách"), odzemek vyžaduje měkké obutí ("krpce"); s obutím souvisí i charakter prováděného tance.
Se slováckým verbuňkem nelze zaměňovat Verbunk, který se tančí na Slovensku a Maďarsku. Obecně lze říct, že verbunk neobsahuje tolik skoků, ale je plný zejména tleskání rukama a sklepávání patami.